# Fridrich II. Švábský

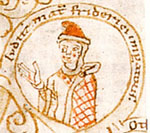
Fridrichova manželka Judita (iluminace z 12. století)

Fridrich II. Švábský, zvaný Jednooký (německy Friedrich II., der Einäugige, 1090 – 4. dubna 1147, Alzey) byl švábský vévoda v letech 1105–1147.

## Biografie

### Původ, mládí
Narodil se jako první syn/třetí dítě z manželství švábského vévody Fridricha I. a jeho druhé manželky Agnes z Waiblingenu. Jeho bratrem byl král
Konrád III. Štaufský a synem císař Fridrich Barbarossa.

### Vévoda
Po otcově smrti se stal švábským vévodou a spolu s bratrem budoval rodové državy. Soustředil se na území středního Porýní a Alsaska, Konrád pak na území Franků.
V roce 1108 se účastnil na výpravě proti Kolomanovi Uherskému. V letech 1110–1111 doprovázel císaře Jindřicha V. Sálského na výpravě do Itálie. Za vzpoury zachoval císaři věrnost a díky tomu za další italské výpravy v roce 1116 ho císař jmenoval správcem říše; to mu umožnilo další budování rodových držav.
Po smrti císaře Jindřicha V. Sálského († 23. května 1125), jež znamenala vyhasnutí sálské dynastie, se 14. srpna téhož roku v Mohuči sešli říšští páni s cílem vybrat jeho nástupce. Fridrich Jednooký byl jedním z kandidátů, pravděpodobně ho však Jindřich V. za svého nástupce nedoporučil. Průběh volby nelze rekonstruovat, došlo při ní k revoltě. Za krále byl vybrán Lothar III. Fridrich volbu uznal, složil hold, odmítl však složení lenní přísahy. Zakrátko došlo k neshodám ve věci oddělení královských statků od rodových držav sálské dynastie. Fridrich a Konrád zdědili rodové majetky Jindřicha V. kolem Rýna - území na levém břehu získal Fridrich, na pravém pak Konrád. Královské statky museli bratři vrátit Lotharovi. Právě jejich vymezení od rodových držav vyvolalo spory.
Na jednání v Řezně v listopadu roku 1125 Lothar zažádal o vrácení královských statků. Když Fridrich s Konrádem nereagovali, uvalil na ně říšskou klatbu. V lednu následujícího roku 1126 v Goslaru se říšská knížata rozhodla zaútočit na Štaufy ve Švábsku. Lotar a jeho spojenci bez boje obsadili Horní Lotrinsko, Alsasko a Franky, ale zaútočit na Švábsko se neodvážili. Atak na Švábsko se nezdařil. Roku 1127 Lothar musel přerušit obléhání Norimberku. Po králově neúspěchu ho někteří spojenci z Dolního Lotrinska a z Franků opustili. Za války Fridrich přišel o oko, není však známo, jak k tomu došlo. Zmrzačení mu znemožnilo brát se o korunu.
V roce 1127 se Fridrichův bratr Konrád vrátil z poutě do Svaté země. V prosinci byl vybrán za německého vzdorokrále a svěřil bratrovi velení vojsk. Fridrich roku 1128 dobyl Špýr, zatímco Konrád bez úspěchu válčil v Itálii. Roku 1130 se válečná karta obrátila. Lothar dobyl Špýru nazpět a nedlouho poté zemřela Fridrichova žena Judita, v tomtéž roce dobyl Lotar i Norimberk. V roce 1131 Štaufové ztratili Alsasko. Jejich državy se smrskly na statky ve Švábsku a Východních Francích. V této situaci Lothar rezignoval na další oslabování Štaufů a soustředil se na reformu Říše a italskou politiku.
Kolem roku 1132 se Fridrich podruhé oženil, a to s Anežkou z Saarbrückenu, spojenou rodem stojícím v opozici vůči Lotharovi. Po návratu z Itálie v roce 1134 zahájil Lothar opět válku se Štaufy. Fridrich nevydržel současný útok Lothara od severu a Jindřicha Černého od jihu a na jaře roku 1135 se Lotharovi v Bamberku vzdal, jeho bratr Konrád tak učinil na podzim téhož roku. Po složení slibů věrnosti a po pomoci v italském tažení získali Štaufové císařovu náklonnost. Konrád se oženil s Gertrudou ze Sulzbachu, švagrovou Jindřicha Černého.

### Smrt
Roku 1147 Fridrich Jednooký zemřel v Alzey a byl pohřben v benediktinském klášteře Walbourg. Jeho syn Fridrich Barbarossa se stal švábským vévodou a roku 1152 německým králem.

### Manželství, potomci
Roku 1120 se Fridrich oženil s Juditou, dcerou Jindřicha Černého z rodu Welfů († 22. února 1130 n. 1131). Z jejich manželství se narodily dvě děti, syn a dcera:
- Fridrich Barbarossa, pozdější císař Svaté říše římské
- Berta (Judita) († mezi 18. října 1194 a 25. března 1195); provdala se před 25. březnem 1139 za vévodu Matěje I. Lotrinského († 1176), s nímž měla sedm dětí; oba byli pohřbeni v Clairlieu.

Po Juditině smrti se roku 1132 nebo 1133 oženil s Anežkou ze Saarbrückenu. Z tohoto manželství se narodily tři děti, syn a dvě dcery:
- Judita (1133–1191) ∞ durynský lantkrabě Ludvík Železný
- Konrád († 1195)
- Luidgarda († 1155)